# Borussia Dortmund (Superleague Formula)
Borussia Dortmund (BVB09) was een Duits racingteam dat deelnam aan de Superleague Formula. Het team is gebaseerd op de voetbalclub Borussia Dortmund dat deelneemt aan de Bundesliga.

## 2008
In 2008 finishte Borussia Dortmund als 14e in de strijd om het kampioenschap, gerund door voormalig Formule 1-constructeur Zakspeed. De coureurs dat jaar waren Nelson Philippe op Donington Park en de Nürburgring, Paul Meijer op Zolder, waar hij een pole position en een podiumplaats pakte. Enrico Toccacelo reed in Estoril en Vallelunga voor het team en James Walker behaalde in de laatste race van het seizoen en van het team in Jerez een overwinning.
Actief in 2011: RSC Anderlecht · Atlético Madrid · Team Australië · Team Brazilië · Team China · Team Engeland · Galatasaray SK · Girondins de Bordeaux · Team Japan · Team Luxemburg · Team Nederland · Team Nieuw-Zeeland · PSV Eindhoven · Team Rusland · Sparta Praag · Team Zuid-Korea
Niet actief: Al Ain FC · FC Basel · Beijing Guoan · Borussia Dortmund · SC Corinthians Paulista · Clube de Regatas do Flamengo · Liverpool FC · FC Midtjylland · AC Milan · Olympiakos Piraeus · Olympique Lyonnais · FC Porto · Glasgow Rangers · AS Roma · Sevilla FC · Sporting Clube de Portugal · Tottenham Hotspur FC